# 富什章克申 (阿肯色州)
富什章克申（英語：Fourche Junction）是位於美國阿肯色州佩里縣的一個非建制地區。該地的面積和人口皆未知。

## 地理
富什章克申的座標為34°57′23″N 93°09′26″W / 34.95639°N 93.15722°W，而該地的平均海拔高度為133米（即436英尺）。